# مغازه گروبرداری

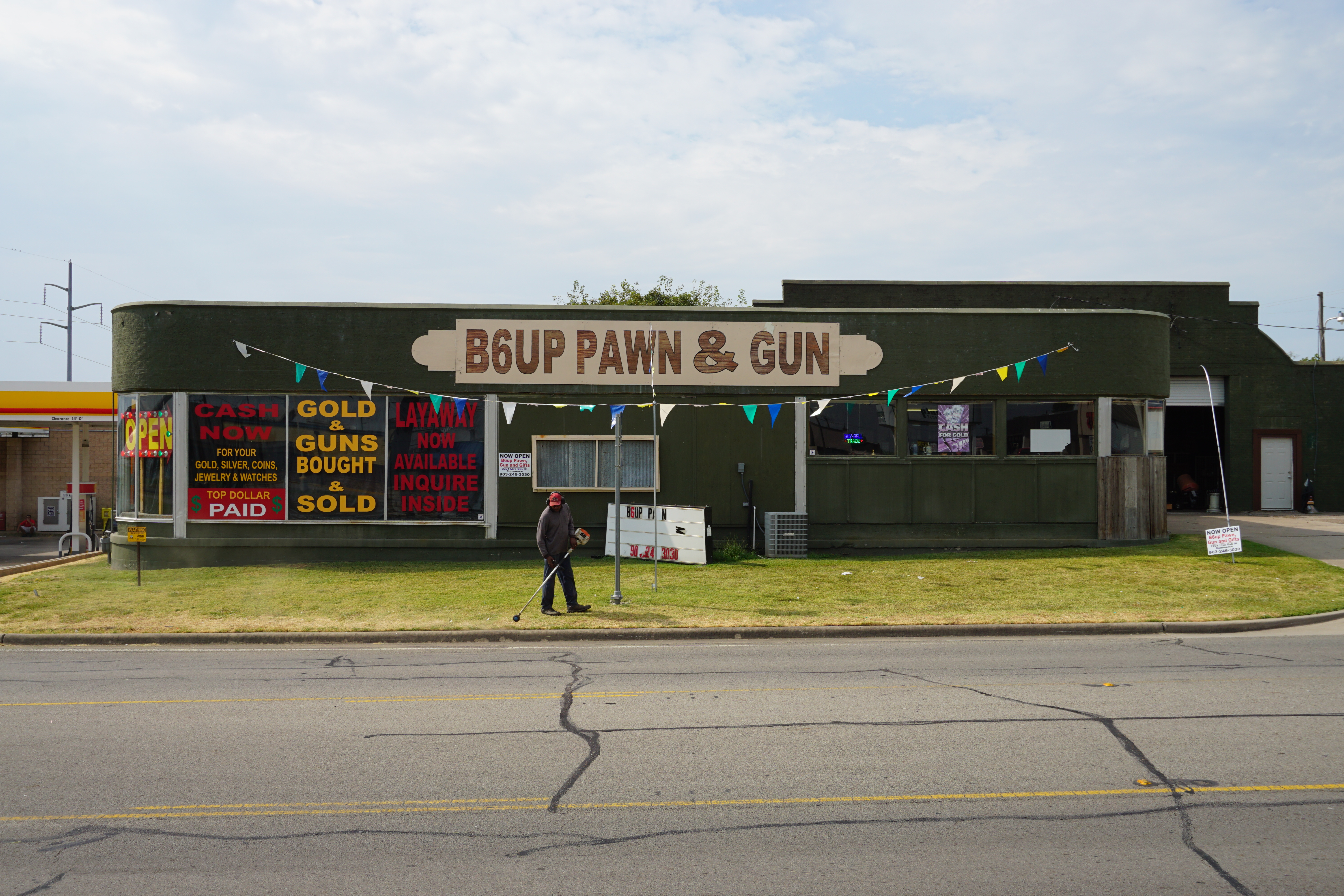
یک مغازه گروبرداری در تگزاس.

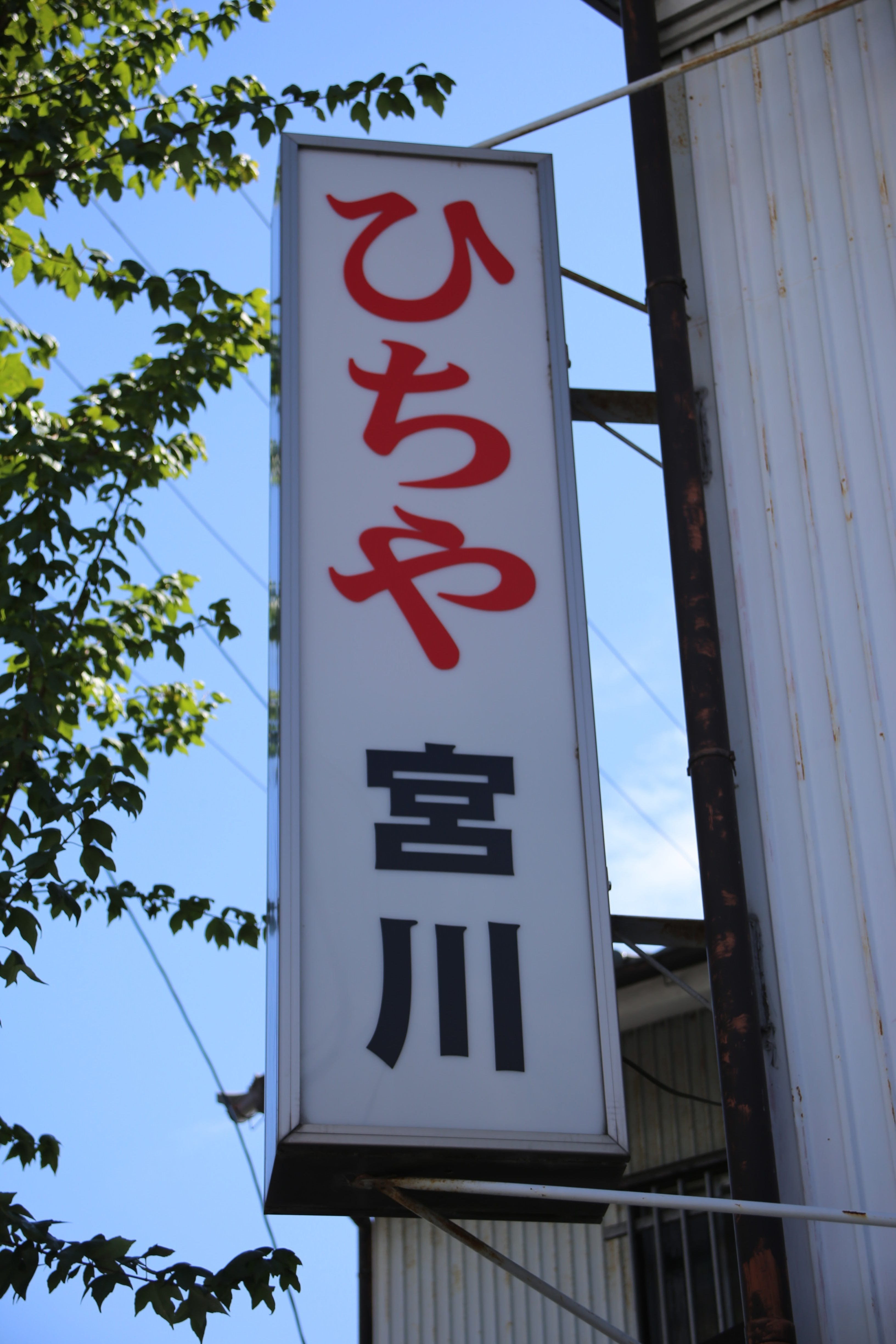
به این نوع کسب و کار در ژاپن، «شیچی یا» گفته می‌شود.

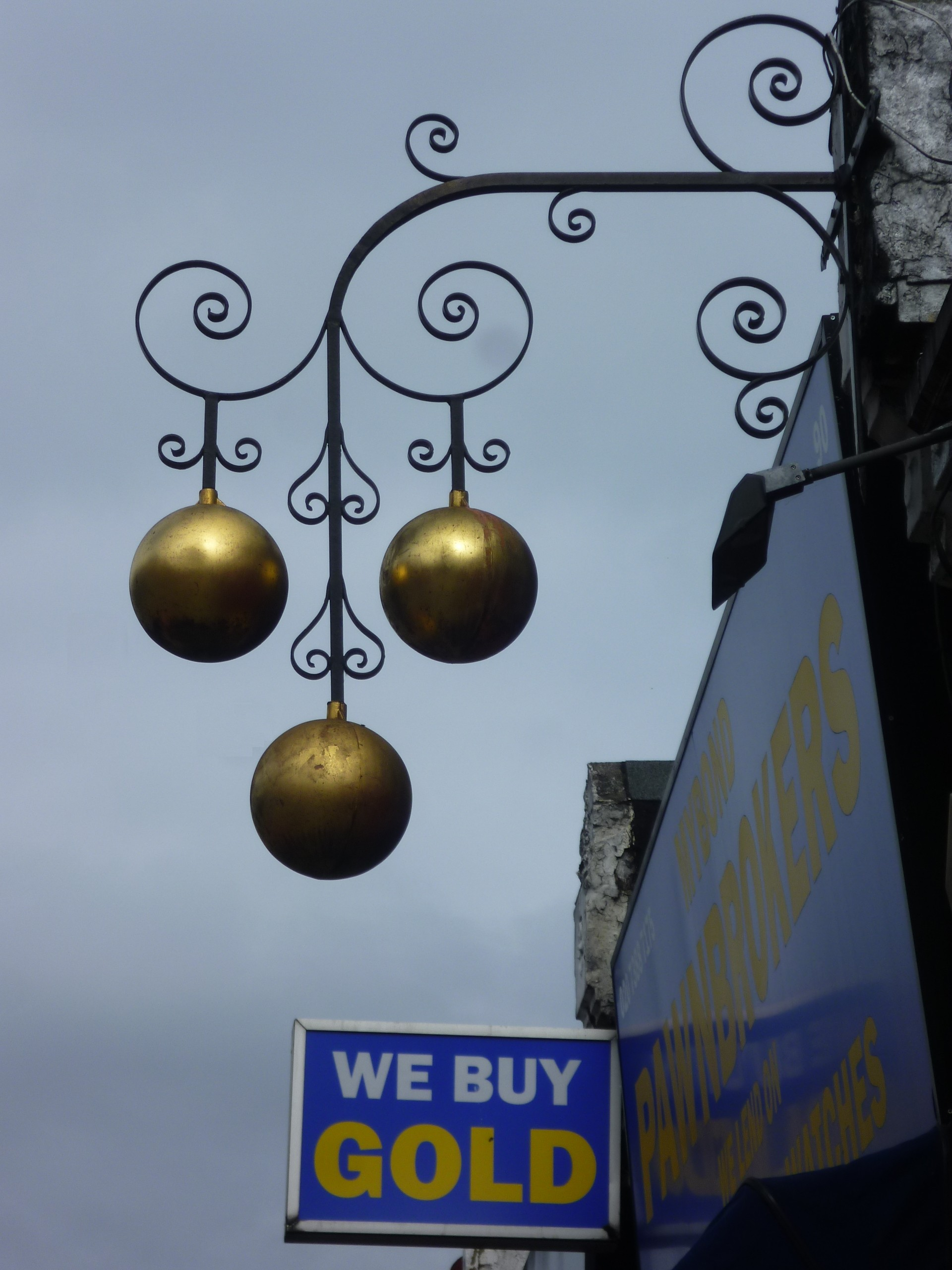
یک نماد سنتی مغازه گروبرداری در لندن-انگلستان، این نماد در کشورهای غربی استفاده می‌شود.

مغازه گروبرداری (به انگلیسی: Pawn Shop) نوعی از سمساری یا امانت‌فروشی در برخی کشورهای عمدتاً غربی است که افراد می‌توانند جنسی یا کالایی معمولاً شخصی را در آن مغازه به امانت بگذارند و از مغازه‌دار پول نقد دریافت کنند که به صورت وام مدت‌دار است. فرد می‌تواند سپس پول را در تاریخی دیگر بازگردانده و امانتی و گرویی خود را بازپس بگیرد. مغازه‌داران گروبردار همچنین گاه کالای گرویی را از فردی رجوع‌کننده به قیمتی پایین‌تر می‌خرند.
مغازه کارگشایی و گروبرداری معمولاً طلا، ادوات موسیقی، سینمای خانگی، رایانه و لپ‌تاپ، کنسول بازی، تلویزیون، انواع دوربین عکاسی و فیلمبرداری، ابزار و اسلحه را معامله می‌کنند.